# Universidad Fermín Toro
La Universidad Fermín Toro (UFT) es una institución privada de educación superior, con sedes en Cabudare y Barquisimeto, Estado Lara, Araure, Estado Portuguesa, y San Felipe, Estado Yaracuy, Venezuela. Fue creada el 9 de mayo de 1989 según el decreto N.º 168 del Ejecutivo Nacional. Fundada por el Dr. Raúl Quero Silva, Presidente del Consejo Superior de la institución y del Complejo Educativo "Antonio José de Sucre". La institución inició sus actividades académicas y administrativas en Cabudare, pero motivado al aumento de la matrícula estudiantil, fueron creadas modernas instalaciones en Barquisimeto, capital del Estado Lara. La universidad ofrece los servicios de biblioteca, librería, servicio médico-odontológico, laboratorio de informática, correo electrónico, internet, proveeduría estudiantil, programa de mejoramiento académico-pedagógico e información y orientación. La institución es considerada una de las mejores instituciones privadas del Centro Occidente del país.

## Historia
El 5 de mayo de 2014, durante las protestas antigubernamentales, colectivos armados atacaron e incendiaron una gran porción de la universidad después de intimidar a protestantes estudiantiles y dispararle a uno. Los colectivos dañaron el 40% y saquearon objetos de valor después de allanar los recintos.

## Facultades

### Ingeniería
- Ingeniería en Computación.
- Ingeniería en Mantenimiento Mecánico.
- Ingeniería Eléctrica.
- Ingeniería de Telecomunicaciones.

### Ciencias Económicas y Sociales

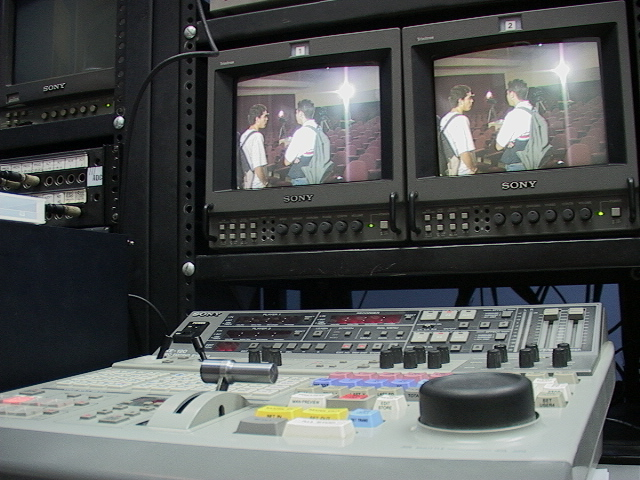
UFT Televisión, una televisora universitaria cultural

- Administración
- Comunicación Social
- Relaciones Industriales

### Ciencias Jurídicas y Políticas
- Ciencia Política.
- Derecho.

## Sedes
- Barinas (Estado Barinas)
- Cabudare (Estado Lara)
- Barquisimeto (Estado Lara)
- Acarigua (Estado Portuguesa)
- Guanare (Estado Portuguesa)
- El Vigía (Estado Mérida)
- Valencia (Estado Carabobo)